# Tetsuya Kakihara
Tetsuya Kakihara (jap. 柿原 徹也 Kakihara Tetsuya; ur. 24 grudnia 1982 w Düsseldorfie) – japoński seiyū.

## Życiorys
Wcześniej pracował z firmą 81 Produce, stał się niezależny w czerwcu 2013, a następnie w lipcu 2014 założył swoją własną agencję Zynchro. Do 18. roku życia mieszkał w Düsseldorfie, Niemczech. Kakihara mówi biegle po niemiecku, japońsku i prawie płynnie po angielsku, a także kiedyś znał hiszpański i łaciński. Jest jedynym Japończykiem, który podkładał głos dla niemieckojęzycznego urządzenia Lævateinn i Graf Eisen w anime Magical Girl Lyrical w Nanoha A.

## Twórczość
Ważniejsze role są pogrubione.

### Seriale anime
- Oh! My Goddess! (student; odcinek 22)
- Oh! My Goddess: Flights of Fancy (student; odcinek 8)
- Amnesia (Shin)
- Ao no Exorcist (Amaimon)
- Battle Spirits Brave (Youth Glynnhorn)
- Black Lagoon (Rico, Ronnie, Ricardo)
- Bleach (Ggio Vega)
- Brave10 (Sarutobi Sasuke)
- C (Kō Sennoza)
- Copihan (Omoto Kumogiri)
- Cross Game (Mizuki Asami)
- Digimon Xros Wars: Time Traveling Hunter Boys (Ryōma Mogami)
- Doki Doki School Hours (Koro-chan)
- Dog Days (Gaul Galette des Rois)
- Dragonaut – The Resonance (Kazuki Tachibana)
- Fairy Tail (Natsu Dragneel)
- Fullmetal Alchemist: Brotherhood (Kain Fuery)
- Fushigiboshi no Futagohime (Bright)
- Ga-Rei Zero (Masaki Shindō)
- Hanasakeru Seishōnen (Toranosuke V Haga)
- HIGH SCORE (Jirō Tokiwazu)
- Hime Chen! Otogi Chikku Idol Lilpri (Wish/Chris)
- Kannagi (Meguru Akiba)
- Kaichō wa Maid-sama! (Gōki Aratake)
- Linebarrels of Iron (Kōichi Hayase)
- Log Horizon (Rundelhaus)
- Magical Girl Lyrical Nanoha A’s (Lævateinn, Graf Eisen, Randy)
- Magical Girl Lyrical Nanoha StrikerS (Lævateinn, Graf Eisen, Strada)
- Metal Fight Beyblade (Hyōma)
- Minami-ke (Fujioka)
- Mobile Suit Gundam AGE (Deen Anon)
- Monkey Typhoon (Announcer)
- Moshidora (Keiichirō Asano)
- Nabari no Ō (Sōrō Katō)
- Nepos Napos (Timo)
- Nurarihyon no mago (Shima Jiro)
- Nura: Rise of the Yokai Clan: Demon Capital (Shima Jiro)
- Ozuma (Sam Coin)
- Pokémon: Diamond and Pearl (Reiji)
- Princess Princess (Yutaka Mikoto)
- Prism Ark (Hyaweh)
- Romeo x Juliet (Mercutio)
- Saint Seiya Omega (Ryūhō)
- Sengoku Paradise: Kiwami (Date Masamune)
- Shangri-La (MEDUSA)
- Sket Dance (Masafumi Usui)
- Servamp (Mikuni Alicein)
- Tengen Toppa Gurren Lagann (Simon)
- Terra e... (Kim)
- Toriko (Tom)
- Vexille 2077 Nihon Sakoku (Taro)
- Xam'd: Lost Memories (Shiroza)
- Zombie-Loan (Lyca)

### Gry komputerowe
- Atelier Iris: Eternal Mana (Klein Kiesling)
- Atelier Iris 3: Grand Phantasm (Alvero Kronie)
- BlazBlue: Calamity Trigger (Jin Kisaragi/Hakumen)
- BlazBlue: Continuum Shift (Jin Kisaragi/Hakumen/Alternate Announcer)
- Corpse Party: BloodCovered (Sakutaro Morishige)
- Corpse Party: Book of Shadows (Sakutaro Morishige)
- Ensemble Stars (Subaru Akheoshi)
- Final Fantasy Versus XIII (Prompto)
- Garnet Cradle (Sairenji Rihito)
- Genshin Impact (Scaramouche)
- Genso Suikoden Tierkreis (Ryu)
- Mega Man Star Force 3 (A.C.Eos/Ace)
- Mega Man Zero 4 (Fenri Lunaedge)
- Seiken Densetsu 4 (Eldy)
- Solatorobo (Red Savarin)
- Suikoden Tierkreis (Liu)
- Tales of Hearts (Shing Meteoryte)
- Tales of the World: Radiant Mythology 3 (Shing Meteoryte)
- Zettai Meikyuu Grimm (Akazukin)

### OVA/Filmy
- Angel's Feather (Kyouhei Mitsugi)
- Black Jack Final – Karte 11 (松の丞)
- Corpse Party: Tortured Souls (Sakutaro Morishige)
- Fairy Tail the Movie: The Phoenix Priestess (Natsu Dragneel)
- Target in the Finder (Akihito Takaba)
- Kara no kyōkai: Mujun rasen (Tomoe Enjō (rozdział 5))
- Kamen Rider × Kamen Rider × Kamen Rider The Movie: Cho-Den-O Trilogy Episode Red cast (Piggies Imagin)
- Kowarekake no Orgel (Keiichirō)
- Seria Magical Girl Lyrical Nanoha A’s
  - The MOVIE 1st (Randy)
  - The MOVIE 2nd A's (Randy, Lævateinn, and Graf Eisen)
- Mobile Suit Gundam Unicorn (Angelo Sauper)
- My-Otome 0~S.ifr~ (dziecko)
- Naruto: Shippūden the Movie (Kusuna)
- The Prince of Tennis OVA Semifinal Vol. 3-Episode 6 (Liliadent Krauser)
- Saint Seiya: The Lost Canvas (Pegasus Tenma)
- Seria Tengen Toppa Gurren Lagann (Simon)
  - Gurren Lagann The Movie: Childhood's End
  - Gurren Lagann The Movie: The Lights in the Sky are Stars
- Toriko 3D Movie 『トリコ 3D 開幕!グルメアドベンチャー!!』 (Tom)
- Vexille: 2077 Nihon Sakoku (Taro)

### Dubbing
- Wojownicze Żółwie Ninja (Leonardo)
- The Great Discovery (Henry the Green Engine)